# Wijda Mazereeuw

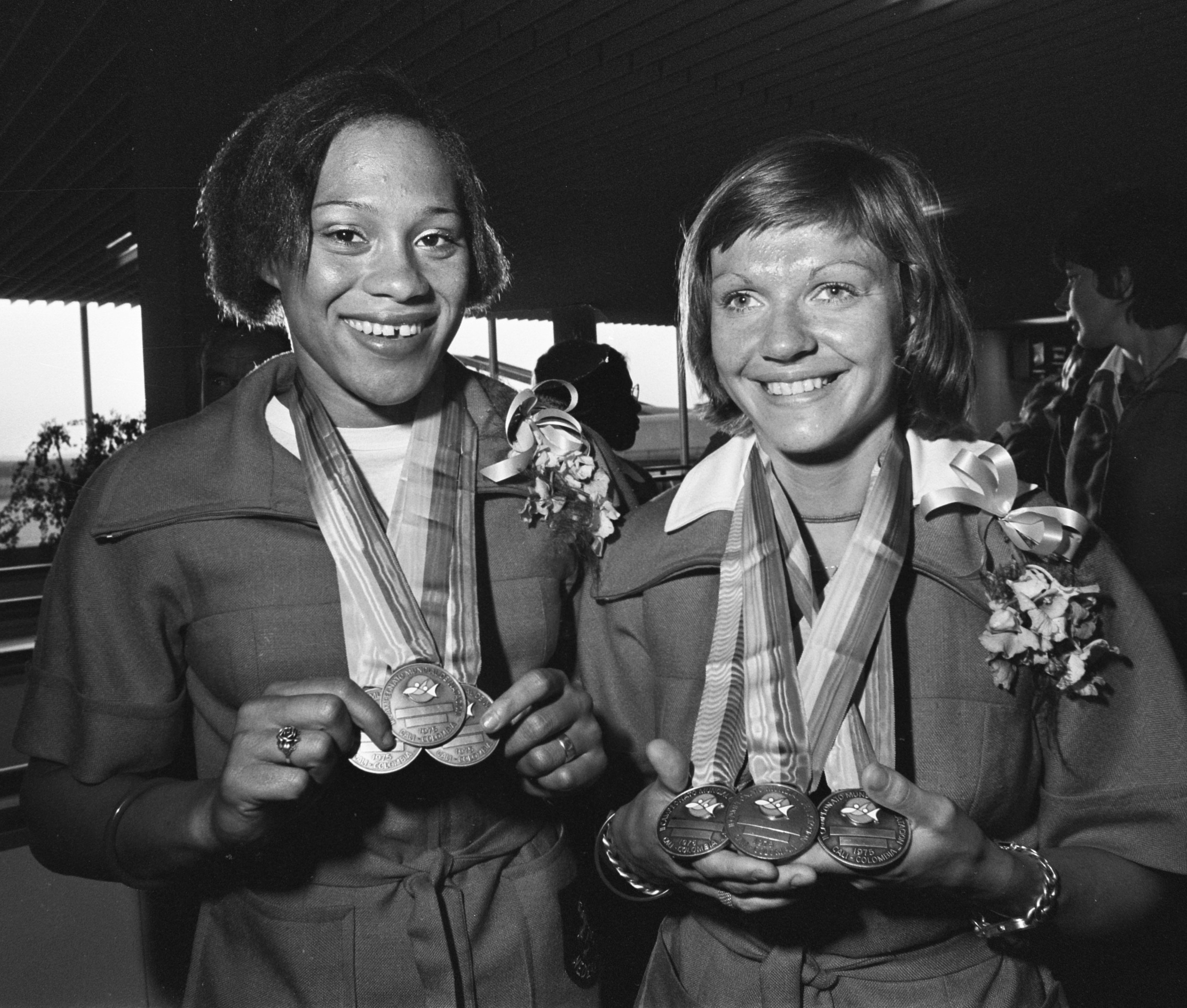
Enith Brigitha (links) und Wijda Mazereeuw nach den Weltmeisterschaften 1975

Wijda Mazereeuw (* 11. August 1953 in Enkhuizen) ist eine ehemalige niederländische Schwimmerin, die bei Weltmeisterschaften zwei Silbermedaillen und eine Bronzemedaille gewann.

## Karriere
Bei den olympischen Schwimmwettbewerben 1972 in München trat Wijda Mazereeuw im Lagenschwimmen an. Über 200 Meter Lagen belegte sie in den Vorläufen den 26. Platz. Auf der 400-Meter-Lagenstrecke schied sie als 23. der Vorläufe aus. Zwei Jahre später bei den Europameisterschaften 1974 in Wien belegte Mazereeuw den siebten Platz über 200 Meter Lagen. Über 200 Meter Brust erreichte sie den sechsten Platz. In der 4-mal-100 Meter-Lagenstaffel siegte die Staffel aus der DDR vor der Staffel aus der BRD und den Schwedinnen. Paula van Eijk, Wijda Mazereeuw, Yolanda Aggenbach und Enith Brigitha wurden Vierte.
Im Juli 1975 trat Mazereeuw bei den Weltmeisterschaften in Cali an. Sie belegte sowohl über 100 Meter Brust als auch über 200 Meter Brust den zweiten Platz hinter Hannelore Anke aus der DDR. Die Lagenstaffel mit Paula van Eijk, Wijda Mazereeuw, José Damen und Enith Brigitha erkämpfte die Bronzemedaille hinter den Staffeln aus der DDR und aus den Vereinigten Staaten. Bei den Olympischen Spielen 1976 in Montreal schwamm die Lagenstaffel mit Diane Edelijn, Wijda Mazereeuw, Ineke Ran und Enith Brigitha im Vorlauf die fünftschnellste Zeit. Im Finale mit José Damen statt Ineke Ran war die Staffel zwar zweieinhalb Sekunden schneller als im Vorlauf, belegte aber wieder den fünften Platz. Drei Tage nach der Lagenstaffel wurde der Wettbewerb über 200 Meter Brust ausgetragen. Mazereeuw verpasste als Zehnte der Vorläufe den Finaleinzug um mehr als eine Sekunde. Über 100 Meter Brust wurde sie Vierte im B-Finale und belegte den 12. Platz in der Gesamtwertung. 1977 erreichte Mazereeuw bei den Europameisterschaften in Jönköping sowohl über 100 Meter als auch über 200 Meter Brust den achten Platz.